# Johan Willem van Saksen-Jena
Johan Willem van Saksen-Jena (Jena, 28 maart 1675 - aldaar, 4 november 1690) was van 1678 tot aan zijn dood hertog van Saksen-Jena. Hij behoorde tot de Ernestijnse linie van het huis Wettin.

## Levensloop
Johan Willem was de jongste, maar enige overlevende zoon van hertog Bernhard van Saksen-Jena uit diens huwelijk met Marie Charlotte, dochter van Henri III de La Trémoille, hertog van Thouars.
Bij de dood van zijn vader in 1678 was hij slechts drie jaar oud. Zoals vastgelegd in het testament van zijn vader, werd Johan Willem onder het regentschap van zijn oom Johan Ernst II van Saksen-Weimar geplaatst. Na diens dood in 1683 werd die taak overgenomen door Johan George I van Saksen-Eisenach. Die overleed in 1686, waarna het ambt van regent aan Willem Ernst van Saksen-Weimar viel.
In november 1690 overleed hij op 15-jarige leeftijd aan de pokken, nog voor hij de volwassen leeftijd had bereikt. Johan Willem heeft dus nooit daadwerkelijk geregeerd. In februari 1691 werd hij bijgezet in de stadskerk van Jena. Na zijn dood werd Saksen-Jena verdeeld tussen hertog Willem Ernst van Saksen-Weimar en hertog Johan George II van Saksen-Eisenach.